# Стародавній Епір
Стародавній Епір (/ ɪˈpaɪrəs /) — географічний та історичний регіон південно-східної Європи, який зараз розділений між Грецією та Албанією. Він лежить між горами Пінд та Іонічним морем, простягаючись від Влорської затоки та Керавнійських гір на півночі до Амбракійської затоки та зруйнованого римського міста Нікополь на півдні. В даний час він розділений між регіоном Епір на північному заході Греції та областями Гірокастра, Вльора та Берат на півдні Албанії. Найбільшим містом Епіру є Яніна, адміністративний центр Епіру, а Гірокастра — найбільше місто албанської частини Епіру.
Епір був північно-західним регіоном Стародавньої Греції. Тут мешкали грецькі племена хаонів, молосіїв і теспротівців, та розташовувалось святилище Додона, з найдавнішим давньогрецький оракулом, найпрестижнішим після Дельфійського. Об'єднавшись в єдину державу в 370 році до нашої ери Епір досяг слави під час правління Пірра Епірського, який воював проти Римської республіки. Згодом, у 146 р. до н. е. Епір увійшов до складу Римської республіки разом із рештою Греції, та надалі до складу Римської імперії та Візантійської імперії.
Після падіння Константинополя під час Четвертого хрестового походу Епір став центром Епірського деспотату, однієї з держав-наступниць Візантійської імперії. Завойований Османською імперією в XV столітті, Епір став напівнезалежним під час правління Алі-паші на початку 19 століття, але османи знову утвердили свій контроль у 1821 р. Після Балканських воєн та Першої світової війни південний Епір став частина Греції, тоді як північний Епір став частиною Албанії.
Див також: Епір.

## Етимологія назви

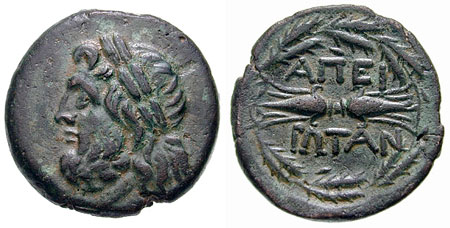
Монета

Назва Епір походить від грецької: Ἤπειρος, романізована (транслітерована на литинську): Ḗpeiros (дорійська грецька: Ἄπειρος, романізована: Ápeiros), що означає «материк» або тера фірма. Вважається, що назва походить від індоєвропейського кореня *аперо- «узбережжя», і спочатку застосовувався до материка, навпроти Керкіри (Корфу) та Іонічних островів. Місцева назва була викарбувана на монетах Епірської ліги: «ΑΠΕΙΡΩΤΑΝ» (давньогрецька мова: Ἀπειρωτᾶν, романізована: Āpeirōtân, аттична грецька: Ἠπειρωτῶν, романізована: Ēpeirōtôn, тобто «Епіроти»). Албанська назва регіону, яка походить від грецької, — Епірі.

## Кордони
Межі Епіру, як правило, ідуть від північного кінця Керавнійських гір (сучасна Ллогара в Албанії), на південь від затоки Аулон (сучасна Вльора), до затоки Амбракія (або затока Арта) в Греції. Північна межа стародавнього Епіру гирло річки Аоос (або Вйоса), безпосередньо на північ від Влорської затоки. Східну межу Епіру визначають гори Пінду, що утворюють хребет материкової Греції та відокремлюють Епір від Македонії та Фессалії. На заході Епір межує з Іонічним морем. Острів Керкіра розташований біля узбережжя Епіру, але не вважається частиною Епіру.
Епір з часом змінився, так що сучасні адміністративні кордони не відповідають межам стародавнього Епіру. Регіон Епіру в Греції включає лише частину класичного Епіру і не включає його найсхідніші частини, що лежать у Фессалії. В Албанії, де поняття Епір ніколи не використовується в офіційному контексті, області Гірокастра, Вльора та Берат поширюються далеко за північні та північно-східні межі класичного Епіру.

## Історія

### Доісторичний період
З неоліту Епір вздовж узбережжя заселили моряки, а у внутрішній частині регіону — мисливці та пастухи, які принесли із собою грецьку мову. Ці люди ховали своїх лідерів у великих могилах, подібних до мікенських гробниць, що свідчить про давній зв'язок між Епіром та Мікенською цивілізацією. Низка останків мікенської цивілізації знайдені в Епірі, особливо на найважливіших давніх релігійних місцях в регіоні, Некромантейон (Оракул мертвих) на річці Ахеронт і Оракул Зевса в Додоні.
Дорійці вторглися до Греції з Епіру та Македонії наприкінці ІІ тисячоліття до нашої ери (близько 1100—1000 рр. до н. е.), хоча причини їх міграції неясні. Первісні мешканці регіону були загнані на південь до грецького материка внаслідок вторгнення.
Територія по берегах річки Каламас була заселена племенами народності еллі. Тому за окремими джерелами вважається, що загальна для всіх грецьких племен назва — елліни пішла саме від цїєї народності. Проте в класичній Греції їх еллінами не вважали
У середню бронзову добу Епір був населений тими ж кочовими еллінськими племенами, які продовжували оселятися в решті Греції. Арістотель вважав регіон навколо Додони частиною Еллади та регіоном, де виникли елліни. За словами болгарського лінгвіста Володимира Георгієва, Епір був частиною прагрецької мовної області в період пізнього неоліту. На початку І тисячоліття до нашої ери всі чотирнадцять племен епіротів, включаючи хаоні в північно-західному Епірі, молосси в центрі та теспротівці на півдні, були носіями сильного західногрецького діалекту.

### Молоссійська експансія (470—330рр. до н.е.)
У V столітті до н. е. цар Адмет заснував знаменитий рід Піррідів, які правили Епіром до 231 р. до н. е. Адмет вважав себе нащадком царя Неоптолема — сина Ахіллеса (інше ім'я Неоптолема — Пірр). Династії молоссійських Еакідів (Піррідів) вдалося створити першу централізовану державу в Епірі приблизно з 370 р. до н. е., розширивши свою владу за рахунок конкуруючих племен. Еакіди об'єдналися з більш потужним Македонським царством, частково проти загальної загрози ілірійських набігів, а в 359 р. до н. е. молосська принцеса Олімпіада Епірська, племінниця Арібби Епірської, вийшла заміж за короля Філіпа II Македонського (р. 359–336 до н.е.). Вона стати матір'ю Александра Македонського. Після смерті Арибби Олександр Молоський, дядько Олександра Македонського, став королем Епіру.
У 334 р. до н. е., коли Олександр Великий переправився в Азію, Олександр Молоський очолив експедицію на південь Італії на підтримку грецьких міст Великої Греції (історичний регіон в Італі) проти сусідніх італійських племен та Римської республіки. Після деяких успіхів у битвах, він зазнав поразки від коаліції італійських племен у битві при Пандосії в 331 р. до н. е.

### Епірське царство (330—231рр. до н.е.)
У 330 р. до нашої ери, після смерті Олександра Молоського, термін «Епір» вперше з'являється як єдина політична одиниця в давньогрецьких записах під керівництвом династії Молосів. Згодом монети трьох основних племінних груп перестали карбуватись, і було випущено нову монету з написом Епріоти («Епіротес»). Після смерті Олександра I Еакід Епірський, який його замінив на троні, підтримав протистояння Олімпіади Епірської проти Кассандра Македонського, але був позбавлений трону у 313 р. до н. е.
Син Еакіда Пірр зійшов на престол у 295 р. до н. е. Пірр, будучи вмілим полководцем, вирішив розпочати великий наступ на італійському півострові та Сицилії. Завдяки своїм чудовим бойовим здібностям армія Епірів перемогла римлян у битві при Гераклії (280 р. до н. е.). Згодом сили Пірра майже досягли околиць Риму, але довелося відступити, щоб уникнути бою з численною римською армією. Наступного року Пірр вторгся в Апулію (279 р. до н. е.), І дві армії зустрілися в битві при Аускулі, де епіроти здобули «піррову перемогу», із значними втратами.
У 277 р. до н. е. Пірр захопив карфагенську фортецю в Еріксі, Сицилія. Це спонукало решту міст, що контролювалися карфагенцями, перейти на Пірра. Тим часом він почав проявляти деспотичну поведінку щодо сицилійських греків і незабаром сицилійці відвернулися проти нього. Хоч він і переміг карфагенян у бою, він був змушений відмовитися від Сицилії.
Італійська кампанія Пірра завершилася після невдалої битви за Беневентум (275 р. до н. е.). Втративши переважну більшість своєї армії, він вирішив повернутися до Епіру, що остаточно призвело до втрати всіх його італійських володінь. Через його перемоги із значними втратами термін «піррова перемога» часто використовується для перемоги з завеликою ціною для переможця.

### Епірський союз (231–167рр. до н.е.)
У 233 р. до н. е. вбивство останнього члена в королівського роду Аекідів — Дейдамії привело до створена федеративної республіки, хоча зі зменшеною територією, оскільки Західна Акарнанія проголосила свою незалежність, а етолійці захопили Амбрацію, Амфілохію та решту земель на північ від Амбракійської затоки. Таким чином, нова столиця Епіру була заснована у Фініке, політичному центрі хаонів. Причини швидкого падіння династії Аекаїдів, ймовірно, були складними, у тому числі зіграв свою роль, і непопулярний союз з Македонією, соціальна напруженість. Однак Епір мав значну владу перетворившись в Єпірський союз — федеративна держава з власним парламентом (або синедріоном).
У наступні роки Епір зіткнувся зі зростаючою загрозою експансії Римської республіки, яка вела низку війн з Македонією. Епірський союз залишалався нейтральним у перших двох македонських війнах, але розколовся в Третій македонській війні (171–168 рр. До н. е.), коли молосси перейшли на бік македонців, хаоняни, а теспротівці об'єднались з РИмом. Результат був згубним для Епіру; Молосія потрапила під владу до Риму в 167 р. до н. е., що привело до поневолення 150 000 її жителів, а 70 епірських міст-полісів, що здебільшого заселених племенем молоссів, були розграбовані.
Епір увійшов до складу римської провінції Ахайя під час правління імператора Августа. У III столітті нашої ери він був розділений на дві провінції — Старий Епір і Новий Епір, а з IV століття опинився в складі Східної Римської імперії, потім Візантії.

## Організаційна структура
В античності Епір був заселений тими ж кочовими еллінськими племенами, які продовжували заселяти решту Греції. На відміну від більшості інших греків того часу, які проживали в містах або навколо таких держав, як Афіни чи Спарта, епіроти жили в невеликих селах, і спосіб їх життя був інший ніж у полісах південних греків. Їхній регіон лежав на краю грецького світу і був далеко не мирним адже протягом багатьох століть він залишався прикордонною територією, яка на яку зазіхали ілірійські народи узбережжя Адріатики.

## Культура
Епіроти використовували дорійський діалект (північно-західний) давньогрецької мови відмінний від дорійнців грецьких колоній на іонічних островах, і були носіями переважно грецьких назв. Деякі грецькі письменники-класики ставились з презирством до епіріотів. Афінський історик Фукідід у V столітті до н. е. описує їх як «варварів» у своїй історії Пелопоннеської війни, як і Страбон у своїй «Географії». Інші письменники, такі як Діонісій Галікарнаський, Павсаній та Флавій Євтропій, описують їх як греків. Саймон Горнблавер трактує розпливчасті, а іноді навіть антитетичні зауваження Фукідіда про епіротів як натякання на те, що вони не були ні повністю «варварськими», ні повністю грецькими, але схожі на останнє. Ніколас Геммонд вважає, що основною соціальною структурою епіротів було плем'я і що вони говорили на західногрецькому діалекті.
Плутарх згадує про цікавий культурний елемент епіротів щодо грецького героя Ахілла. У своїй біографії про царя Пірра він стверджує, що Ахілл «мав божественний статус в Епірі, а на місцевому діалекті його називали Аспетосом» (що означає гомерівською грецькою мовою невимовний, невимовно великий).